# Ponte Libertador General San Martín
A ponte Libertador General San Martín é uma ponte internacional rodoviária que cruza o rio Uruguai e une as cidades de Puerto Unzué (província de Entre Ríos, Argentina) e Fray Bentos (departamento de Río Negro, Uruguai). A obra tem um comprimento total de 5365 metros (4220 m em jurisdição argentina e 1145 m em jurisdição uruguaia) incluindo a ponte e os acessos.
O projeto para a construção da ponte Libertador General San Martín começou em 1960, a cargo de uma comissão binacional, e decidiu-se que o melhor lugar de instalação seria entre Puerto Unzué e Fray Bentos. Em 1967 os dois países firmaram um acordo de ratificação, e em 1972 deu-se o início da construção, liderada pelo Consorcio Puente Internacional, com um custo de 21,7 milhões de dólares.
A ponte tem o nome de José de San Martín, uma figura importante na luta pela independência da Argentina, Chile e Peru. Foi oficialmente inaugurada no dia 16 de setembro de 1976. Foi aberta para uso público e no dia seguinte e começou a funcionar em regime de pedágio.

## Links
- «Puentes sobre el Río Uruguay» (em espanhol)
- «Ponte Libertador General San Martín» (em espanhol). no Structurae